# 마스티노 2세 델라 스칼라
마스티노 2세 델라 스칼라(Mastino II della Scala, 1308년 ~ 1351년 6월 3일)는 스칼라 가문 출신의 베로나 군주이다.
그는 알보이노 1세 델라 스칼라와 베아트리체 다 코레조(Beatrice da Correggio)에서 태어났다. 칸그란데 1세가 사망하자, 그와 그의 형제 알베르토 2세는 함께 베로나를 통치한다. 그러나 곧 마스티노의 독립적인 자세가 그의 형제의 존재감을 묻히게 만다. 그의 통치 초기에 그의 아버지가 가꾼 정치 균형 정책을 폐기하고, 토스카나 지역의 루카와 롬바르디아 지역의 브레시아, 파르마를 정복한다.
하지만 마스티노의 확장은 다른 지역 세력들(피렌체, 페루자, 시에나, 볼로냐, 베네치아)의 동맹을 야기하였다. 전쟁 초기에 그는 잘 견뎌냈지만, 1336년에 밀라노의 아초네 비스콘티, 페라라의 에스테 가문, 만토바의 곤차가 가문, 교황청이 동맹에 참여하게 된다. 양면이 적에게 둘러쌓이게 되자, 바이에른의 루트비히 4세 신성 로마 제국 황제의 개입을 통해 평화 협상을 할 수 밖에 없었고, 1339년에 체결이 되었다. 그의 영토는 베로나와 빈첸차로 제한되었고, 나머지 영토는 적들에게 분할되었다.
전쟁이 끝나고, 로드리시오 비스콘티가 이끄는 독일 용병들과 함께 그의 영지 수복 시도를 하였으나, 실패하였다.
1351년에 그는 사망하였다. 그는 스칼라 가문 묘지인 산타 마리아 안티카(Santa Maria Antica) 교회에 안치되었다.

## 가족
1328년에 그는 타데아 타 카라라(파도바의 야코포 1세와 안나 그라데니고(피에트로 그라데니고의 딸) 사이에 태어난 딸)와 결혼하였다. 그녀는 그에게 3명의 아들과 2명의 딸을 낳아주었다:
- 베르데 (?-1394)
- 칸그란데 (1332–1359)
- 알보이노 (1333-1375)
- 칸시뇨리오 (c. 1334–1375)
- 베아트리체 레지나 델라 스칼라 (1331- 18 June 1384) : 1350년 9월 27일 베르나보 비스콘티와 혼인

그의 서출들은 다음과 같다:
- 프레냐노(Fregnano, 1394년 사망)
- 비리디스(Viridis, 1394년 사망) : 1362년 니콜로 2세 데스테와 혼인
- 카테리나(Caterina) : 알드리게토 디 카스텔바로(Aldrighetto di Castelbaro)와 혼인
- 알타루나(Altaluna) : 루트비히 5세 폰 바이에른과 혼인
- 베로네세(Veronese) : 자코모 트리시노와 혼인